# Snickerdoodle
Os snickerdoodles são um tipo de biscoito feito com farinha, gordura, açúcar e sal e enrolado em açúcar canela . Às vezes, os ovos também podem ser usados como ingrediente, com creme de tártaro e bicarbonato de sódio adicionados para levedar a massa. Snickerdoodles são caracterizados por uma superfície rachada e podem ser crocantes ou macios dependendo dos ingredientes utilizados.

## Etimologia
The Joy of Cooking afirma que os snickerdoodles são provavelmente de origem alemã e que o nome é uma corruptela da palavra alemã Schneckennudel, uma variedade palatina de schnecken. Também é possível que o nome seja simplesmente uma palavra sem sentido, sem nenhum significado específico, originada de uma tradição da Nova Inglaterra de nomes caprichosos para biscoitos. O Oxford English Dictionary afirma que a origem da palavra é "incerta" e possivelmente uma mala de viagem da palavra snicker, uma palavra inglesa "imitiva" com raízes escocesas que indica uma "risada sufocada", e doodle, um empréstimo alemão para o inglês que significa " sujeito simples ou tolo", originalmente derivado do baixo alemão dudeltopf, que significa "simplório, macarrão, bebida noturna". O uso mais antigo da palavra registrado pelo Oxford English Dictionary é de 1889.

## Ingredientes
Snickerdoodles são tradicionalmente feitos com uma mistura de gordura vegetal e manteiga. Algumas receitas modernas atualizadas substituíram a gordura vegetal (uma gordura hidrogenada ) por diferentes variedades de óleo. Os biscoitos são enrolados em açúcar canela que varia na intensidade do sabor da canela, com algumas receitas usando uma proporção de 1:1 de canela para açúcar. O processo de preparação é semelhante ao de muitos outros cookies; primeiro a gordura e o açúcar são misturados até ficarem claros e fofos, depois um ovo é batido e a farinha é adicionada por último.